# الإسراء والمعراج
الإسراء والمعراج حادثة جرت ليلاً سنة 621م ما بين السنة الحادية عشرة إلى السنة الثانية عشرة من البعثة النبوية، يعدها المسلمون من معجزات النبي محمد، ومن الأحداث البارزة في تاريخ الدعوة الإسلامية. يؤمن المسلمون أن الله أسرى نبيه محمداً على البراق مع جبريل ليلاً من المسجد الحرام بمكة، إلى بيت المقدس. وهي رحلة استهجنت قبيلة قريش حدوثها لدرجة أن بعضهم صار يصفق ويصفر مستهزئاً، ولكن النبي محمد أصر على تأكيدها وأنه انتقل بعد ذلك من القدس في رحلة سماوية بصحبة جبريل على دابة تسمى البراق أو حسب التعبير الإسلامي عرج به إلى الملأ الأعلى عند سدرة المنتهى أي إلى أقصى مكان يمكن الوصول إليهِ في السماء وعاد بعد ذلك في نفس الليلة، وسُميت سورة الإسراء على اسم الحدث، والتي افتُتحت بقوله تعالى : ﴿سُبْحَانَ الَّذِي أَسْرَى بِعَبْدِهِ لَيْلًا مِنَ الْمَسْجِدِ الْحَرَامِ إِلَى الْمَسْجِدِ الْأَقْصَى الَّذِي بَارَكْنَا حَوْلَهُ لِنُرِيَهُ مِنْ آيَاتِنَا إِنَّهُ هُوَ السَّمِيعُ الْبَصِيرُ ۝١﴾ [الإسراء:1].

## التعريف

### شرعًا
يُقصدُ بالإسراء الرحلة الأرضية، والانتقال العجيب بالقياس إلى مألوف البشر، الذي تمَّ بقدرة الله من المسجد الحرام إلى المسجد الأقصى، والوصول إليه في سرعة تتجاوز الخيال، يقول تعالى في سورة الإسراء: ﴿سُبْحَانَ الَّذِي أَسْرَى بِعَبْدِهِ لَيْلًا مِنَ الْمَسْجِدِ الْحَرَامِ إِلَى الْمَسْجِدِ الْأَقْصَى الَّذِي بَارَكْنَا حَوْلَهُ لِنُرِيَهُ مِنْ آيَاتِنَا إِنَّهُ هُوَ السَّمِيعُ الْبَصِيرُ ۝١﴾ [الإسراء:1]. وأما المعراج: فهو الرحلة السماوية والارتفاع والارتقاء من عالم الأرض إلى عالم السماء، حيث سدرة المنتهى، ثم الرجوع بعد ذلك إلى المسجد الحرام، يقول تعالى في سورة النجم: ﴿وَلَقَدْ رَآهُ نَزْلَةً أُخْرَى ۝١٣ عِنْدَ سِدْرَةِ الْمُنْتَهَى ۝١٤ عِنْدَهَا جَنَّةُ الْمَأْوَى ۝١٥ إِذْ يَغْشَى السِّدْرَةَ مَا يَغْشَى ۝١٦ مَا زَاغَ الْبَصَرُ وَمَا طَغَى ۝١٧ لَقَدْ رَأَى مِنْ آيَاتِ رَبِّهِ الْكُبْرَى ۝١٨﴾ [النجم:13–18]1 وقد حدثت هاتان الرحلتان في ليلة واحدة اختلف العلماء حول زمنها بالتحديد كما يأتي تفصيله2. أثير حول الإسراء والمعراج جدل طويل وتساؤلات عدة، فيما إذا كانت قد تمت هذه الرحلة بالرُّوح والجسد، أم بالروح فقط؟ ومتى وكيف تمت؟.
وعلى الرغم من أن «الإسراء» و «المعراج» حدثا في نفس الليلة، فإن موضعي ورودهما في القرآن الكريم لم يترادفا، بل ذكر الإسراء أولا (في سورة الإسراء)، وتأخر الحديث عن المعراج إلى سورة النجم التي وضعت بعد سورة الإسراء (في ترتيب سور القرآن). وقد تكون الحكمة في هذا هي جعل الإسراء (وهو الرحلة الأرضية) مقدمة للإخبار بالمعراج، وهي الرحلة العلوية التي ذهل الناس عندما أخبروا بها، فارتد عن الإسلام وقتها ضعاف الإيمان، بينما ظل على الإيمان أقوياؤه.

## خلفية تاريخية
بعد فقد النبي محمد أولى زوجاته خديجة بنت خويلد وعمه أبا طالب اللذَينِ كانا يؤانسانه ويؤازرانه، ضاقت الأرض بهِ نظراً لما لاقاه من تكذيب وردّ من قبل المشركين. وبعد وفاة عمهِ توفيت زوجته خديجة في نفس السنة، فسميت تلك السنة بعام الحزن. وفي سبيل الدعوة ذهب الرسول إلى الطائف وحيداً يدعوهم إلى الإسلام والتوحيد لكنهم طردوه وسلطوا عليه صبيانهم وغلمانهم يرمونه بالحجارة فآذوه كثيراً وهنا دعا النبي محمد دعاءه المشهور شاكياً إلى ربه: «اللهم إلى من تكلني...» فيرسل الله إليه جبريل  مع ملك الجبال ويقول له جبريل لو شئت نطبق عليهم الجبال فيقول النبي محمد: «لا - لعل الله يخرج من أصلابهم من يوحّد الله» فكرّمه الله بقدرة إلهية وآنسه بحادثة الإسراء والمعراج، فأي تكريم ومؤانسة أشد وأعظم من تكريم كهذا إذ أتى جبريل  ليصحب الرسول  في رحلة الإسراء والمعراج.
فبينما كان النبي محمد نائمًا في الحجر أتاه جبريل ، فهمزه بقدمه، فجلس النبي محمد فلم يرَ شيئا، ثمّ عاد إلى مضجعه، فأتاهُ مرّةً ثانية فهمزه بقدمه، فجلس ولم يرَ شيئا، ثمّ عاد مرّة أخرى إلى مضجعه، فأتاهُ مرّةً ثالثة فهمزه بقدمه، فجلس النبي، وأخذ جبريل بعضده، وحينها قام النبي معه، وخرج به جبريل إلى باب المسجد، فإذا بالنبي يرى دابّةً بيضاء بين البغل والحمار، في فخذيها جناحان تحفّز بهما رجليه، ثمّ وضع جبريل يده في منتهى طرف الرّسول فحمله عليه، وخرج الرسول بصحبة جبريل  حتّى انتهى به المطاف إلى بيت المقدس، فوجد فيه الأنبياء إبراهيم وموسى وعيسى في نفرٍ من الأنبياء، فأمّهم النبي محمد في صلاته، ثمّ أُتاه جبريل بوعائين، في أحدهما خمر، وفي الآخر لبن. قال: خذ. فأخذ النبي محمد إناء اللبن وشرب منه، وترك إناء الخمر. فقال لهُ جبريل: هديتَ للفطرة، وهديت أمّتك يا محمّد، وحرّمت عليكم الخمر. ثمّ عاد الرسول إلى مكّة.
في صباح اليوم التّالي اجتمع الرّسول الكريم في قبيلة قريش وأخبرهم بما حصل معه، فقال أكثر النّاس: والله هذا الأمر لبيّن، وإنّ الرّسول لصادق ٌ آمين، وإنّ العير لتطرد شهرًا من مكّة إلى الشام مدبرة، وشهراً مقبلة، وقال بعضهم: إنّ هذا القول لا يصدّق أفيذهب محمّدٌ ويرجع إلى مكة في ليلة واحدة؟! فارتدّ كثيرٌ ممّن كان قد أسلم، وذهب النّاس إلى أبي بكر، فقالوا له: يا أبا بكر إنّ صاحبك محمّد يزعم أنّه قد جاء من بيت المقدس وصلّى فيه ورجع إلى مكّة، فقال لهم أبو بكر: إنّكم تكذبون على رسول الله، فقالوا: بلى، ها هو الرّسول في المسجد يحدّث الناس بما حدث معه، فقال أبو بكر: والله لئن كان قال هذا الكلام لقد صدق، فما العجب من ذلك! فوالله إنّه ليخبرني أنّ الخبر يأتيه من الله من السّماء إلى الأرض في ساعةٍ من ليلٍ أو نهار فأصدّقه، فهذا أبعد ممّا تعجبون منه.
أقبل أبو بكر إلى النبي محمد، فقال: يا رسول الله، أحدّثت القوم أنّك كنت في بيت المقدس هذه الليلة؟ قال الرّسول: نعم، قال: يا رسول الله، صف لي ذلك المسجد، وأخذ الرّسول يصف ويحدّث أبا بكر عن بيت المقدس، فقال لهُ أبو بكر: أشهد أنّك رسول الله، وكان يكرّرها كلّما وصف له شيئاً رآه.

## رحلة الإسراء

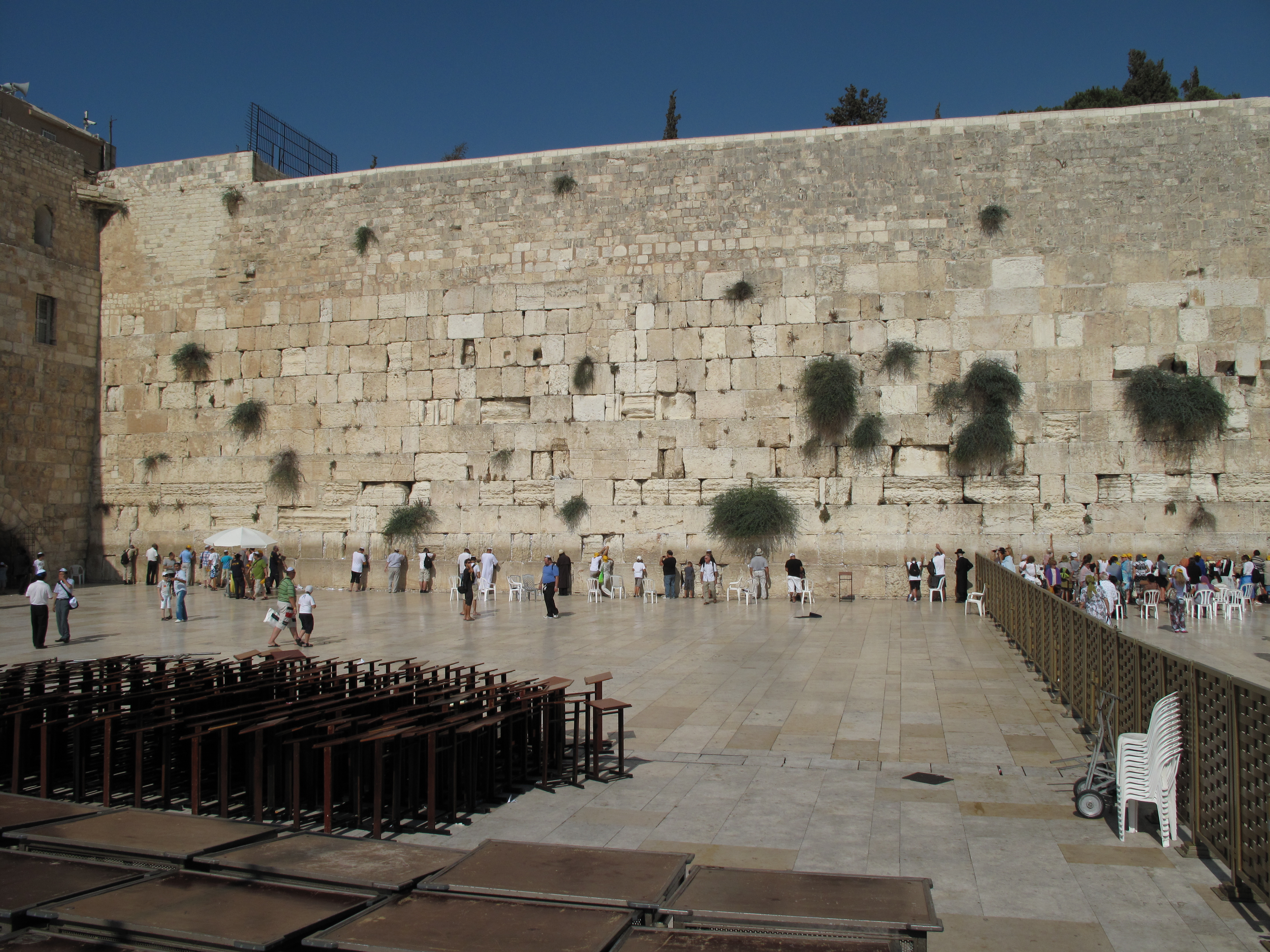
حائط البراق، حيث ربط النبي محمد دابّته البراق في رحلة الإسراء والمعراج.

قال ابن القيم: أسرى برسول الله ﷺ بجسده على الصحيح من المسجد الحرام إلى بيت المقدس، راكبًا على البُرَاق، صحبة جبريل عليهما الصلاة والسلام، فنزل هناك، وصلى بالأنبياء إمامًا، وربط البراق بحلقة باب المسجد.
يقول الله سبحانه: ﴿سُبْحَانَ الَّذِي أَسْرَى بِعَبْدِهِ لَيْلًا مِنَ الْمَسْجِدِ الْحَرَامِ إِلَى الْمَسْجِدِ الْأَقْصَى الَّذِي بَارَكْنَا حَوْلَهُ لِنُرِيَهُ مِنْ آيَاتِنَا إِنَّهُ هُوَ السَّمِيعُ الْبَصِيرُ ۝١﴾ [الإسراء:1]. «سبحان»، أي: تنزه الله في قولـه عن كل قول، وتنزه الله في فعله عن كل فعل، وتنزه الله في صفاته عن كل صفات. «الذي أسرى»، أي: الذي أكرم رسوله بالمسير والانتقال ليلا. «بعبده» أي: بمخلوقه الإنسان الذي اختاره لهذه المهمة العظمى، وهي مهمة هداية البشر جميعا. ولم يقل الله سبحانه: «بخليله» أو «بحبيبه» أو «بنبيه»، وإنما قال: «بعبده»، وفي هذا ملحظ هام هو أن الرسول ﷺ حقق مقام العبودية الخالصة لله سبحانه، فكان حقا «العبد الكامل» أو «الإنسان الكامل»؛ ولأن المطلب الأول للإسلام هو تحقيق العبودية الخالصة لله سبحانه. «ليلا» وفي هذا دلالة على أن الإسراء كان في جزء من الليل ولم يستغـرق الليل كله، وكان الليل هو وقت الرحلتين؛ لأنه أحب أوقات الخلوة، وكان وقت الصلاة المفضل لدى رسول الله ﷺ، بل كان هو وقت الصلاة قبل أن تفرض الصلاة بالهيئة والأوقات المعروفة عليها، وكان الإسراء ليلا ليكون أيضا أبلغ للمؤمن في الإيمان بالغيب.
وأما قوله تعالى: «من المسجد الحرام إلى المسجد الأقصى» فتفسيره: أن انتقال الرسول في رحلته الأرضية كان بين مسجدين، أولهما: المسجد الحرام بمكة في أرض الجزيرة العربية، وهو أحب بيوت الله في الأرض، والصلاة فيه تعدل مائة ألف صلاة في غيره من المساجد، وثانيهما: هو المسجد الأقصى بأرض فلسطين، مهد الأنبياء والرسل، وقد كان القبلة الأولى للمسلمين قبل أن يأتيهم الأمر بالتحول شطر المسجد الحرام الذي هو قبلتهم منذ ذلك الوقت إلى آخر الزمـان... والمسجد الأقصى من أفضل مساجد الأرض جميعا، والصلاة فيه تعدل خمسمـائة صلاة في غيره من المساجد. «الذي باركنا حوله» أي: الذي أفضنا عليه وعلى ما حوله بالبركات، دنيوية ومعنوية. «لنريه من آياتنا» أي: بعض الآيات الدالة على قدرة الله وعظمته، وليس كل الآيات.

### الإسراء بالروح أم الجسد
انقسم رأي العلماء والسلف إلى ثلاث، فمنهم من يقول أن الإسراء والمعراج كان بالروح، ومنهم من يقول كان بالجسد، ومنهم من يقول كان بالروح والجسد، وهذا ما ذهب عليه معظم السلف والمسلمين في اليقظة.
أما الإسراء فقد نص عليه القرآن في سورة الإسراء، وجاءت أحاديث كثيرة تدل عليه، وقد ذكر الطبري وابن كثير والبغوي في تفاسيرهم كثيرا منها، وذهب إلى القول بكونه أسري بجسد النبي محمد يقظة ليلة الإسراء وعرج به إلى السماء جمهور أهل العلم، ورجحه كثير من أعلام المفسرين وعلى رأسهم الطبري وابن العربي وابن كثير والبغوي والبيضاوي، وقال القرطبي: ثبت الإسراء في جميع مصنفات الحديث، وروي عن الصحابة في كل أقطار الإسلام فهو من المتواتر بهذا الوجه، وذكر النقاش ممن رواه عشرين صحابيا. وقال الشوكاني في قتح القدير: والذي دلت عليه الأحاديث الصحيحة الكثيرة هو ما ذهب إليه معظم السلف والخلف من أن الإسراء بجسده وروحه يقظة.
ويكفي أن الإسراء والمعراج كان بجسده الشريف لقوله تعالى: ﴿سُبْحَانَ الَّذِي أَسْرَى بِعَبْدِهِ لَيْلًا مِنَ الْمَسْجِدِ الْحَرَامِ إِلَى الْمَسْجِدِ الْأَقْصَى﴾ [الإسراء:1] وقوله تعالى: ﴿وَلَقَدْ رَآهُ نَزْلَةً أُخْرَى ۝١٣ عِنْدَ سِدْرَةِ الْمُنْتَهَى ۝١٤ عِنْدَهَا جَنَّةُ الْمَأْوَى ۝١٥ إِذْ يَغْشَى السِّدْرَةَ مَا يَغْشَى ۝١٦ مَا زَاغَ الْبَصَرُ وَمَا طَغَى ۝١٧ لَقَدْ رَأَى مِنْ آيَاتِ رَبِّهِ الْكُبْرَى ۝١٨﴾ [النجم:13–18].
قال أبو جعفر الطبري في تفسيره: الصواب من القول في ذلك عندنا أن يقال: إن الله أسرى بعبده محمد ﷺ إلى المسجد الأقصى كما أخبر الله عباده، وكما تظاهرت به الأخبار عن رسول الله ﷺ، أن الله حمله على البراق، حتى أتاه به، وصلى هناك بمن صلى من الأنبياء والرسل، فأراه ما أراه من الآيات.
ولا معنى لقول من قال: أسري بروحه دون جسده، لأن ذلك لو كان كذلك لم يكن في ذلك ما يوجب أن يكون دليلاً على نبوته، ولا حجة له على رسالته، ولا كان الذين أنكروا حقيقة ذلك من أهل الشرك كانوا يدفعون به عن صدقه فيه، إذ لم يكن منكراً عندهم ولا عند أحد من ذوي الفطرة الصحيحة من بني آدم أن يرى الرائي منهم في المنام ما على مسيرة سنة، فكيف ما هو مسيرة شهر أو أقل.
وبعد فإن الله إنما أخبر في كتابه أنه أسرى بعبده، ولم يخبرنا بأنه أسري بروح عبده، وليس جائزاً لأحد أن يتعدى ما قاله الله إلى غيره.
بل الأدلة الواضحة، والأخبار المتتابعة عن رسول الله ﷺ أن الله أسرى به على دابة يقال لها البراق، ولو كان الإسراء بروحه لم تكن الروح محمولة على البراق، إذ كانت الدواب لا تحمل إلا الأجساد.
قيل أن الحكمة في المعراج أن الله تعالى أراد أن يشرف بأنوار محمد ﷺ السماوات كما شرف ببركاته الأرضين فسرى به إلى المعراج، وسئل أبو العباس الدينوري: لم أسري بالنبي ﷺ إلى بيت المقدس قبل أن يعرج به إلى السماء ؟ فقال: لأن الله تعالى كان يعلم أن كفار قريش كانوا يكذبونه فيما يخبرهم به من أخبار السماوات فأراد أن يخبرهم من الأرض التي قد بلغوها وعاينوها وعلموا أن النبي ﷺ لم يدخل بيت المقدس قط فلما أخبرهم بأخبار بيت المقدس على ما هو عليه لم يمكنهم أن يكذبوه في أخبار السماء بعد أن صدقوا أخبار الأرض.

### الموضع الذي كان منه الإسراء
إن موضع الإسراء محل خلاف بين العلماء، فمنهم من قال أسرى به ﷺ من بيته، وقيل من بيت أم هانئ، ومن هذين القولين قال: الحرم كله، والمراد بالمسجد الحرام في الآية هو المسجد نفسه. ودار أم هانئ بنت أبي طالب وأخت علي، تلك الدار التي أضيفت إلى مساحة المسجد وصار محلها عند باب الوداع، وتبعد أربعين متراً من الكعبة المشرفة.

## رحلة المعراج

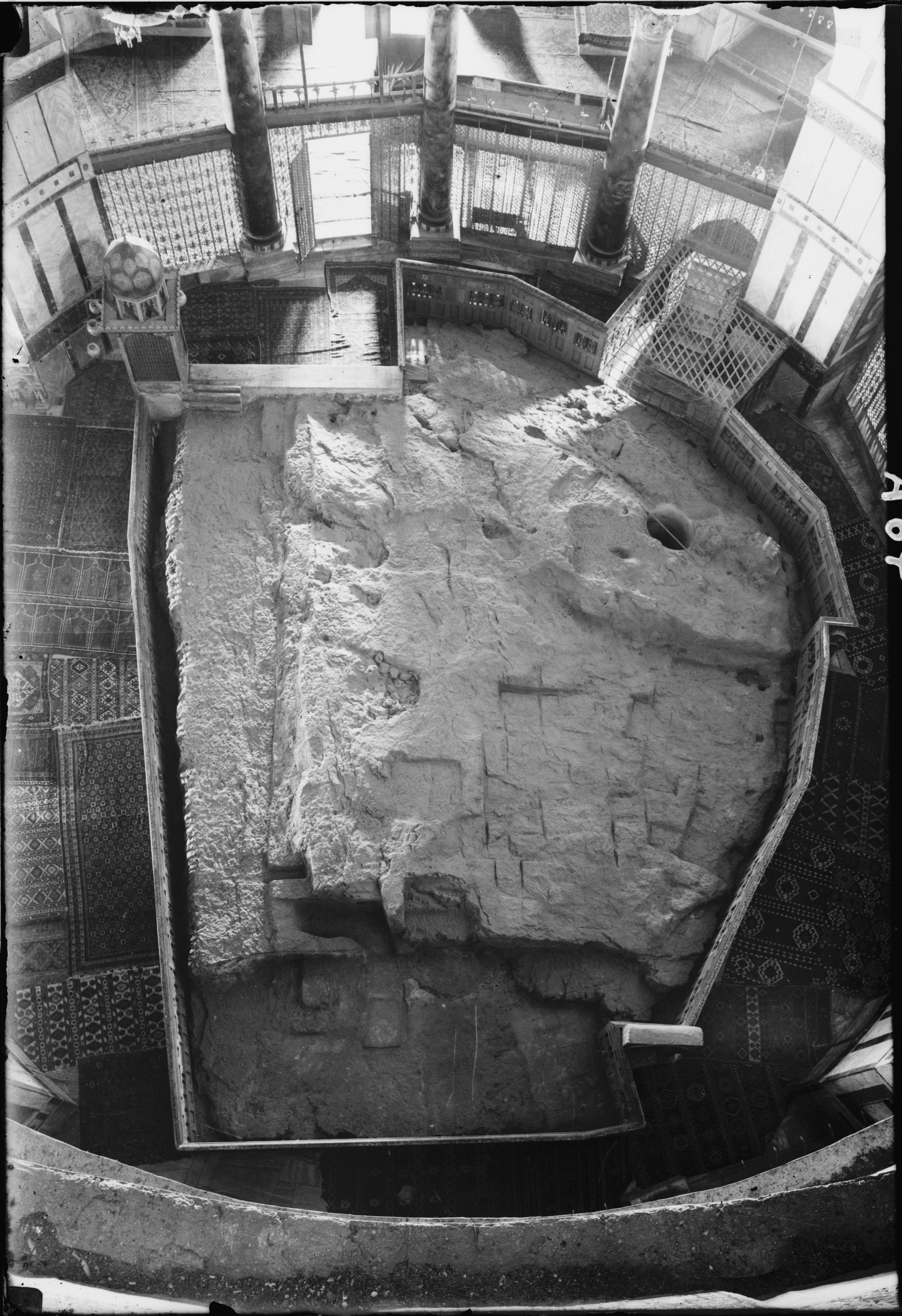
الصخرة المشرفة التي عرج منها النبي محمد إلى السماء في ليلة الإسراء والمعراج.

المعراج وهو الصعود (أو آلة الصعود) من سطح الأرض إلى طبقات الجو العليا، إلى حيث الاختراق والنفاذ من أقطار الأرض وغيرها من الكواكب والنجوم، إلى حيث لا يعلم الإنسان حتى الآن، ولم يذْكَر مِعْراج الرسول صراحةً في آيات القرآن بل يُفْهَم منها: ﴿وَالنَّجْمِ إِذَا هَوَى ۝١ مَا ضَلَّ صَاحِبُكُمْ وَمَا غَوَى ۝٢ وَمَا يَنْطِقُ عَنِ الْهَوَى ۝٣ إِنْ هُوَ إِلَّا وَحْيٌ يُوحَى ۝٤ عَلَّمَهُ شَدِيدُ الْقُوَى ۝٥ ذُو مِرَّةٍ فَاسْتَوَى ۝٦ وَهُوَ بِالْأُفُقِ الْأَعْلَى ۝٧ ثُمَّ دَنَا فَتَدَلَّى ۝٨ فَكَانَ قَابَ قَوْسَيْنِ أَوْ أَدْنَى ۝٩ فَأَوْحَى إِلَى عَبْدِهِ مَا أَوْحَى ۝١٠ مَا كَذَبَ الْفُؤَادُ مَا رَأَى ۝١١ أَفَتُمَارُونَهُ عَلَى مَا يَرَى ۝١٢ وَلَقَدْ رَآهُ نَزْلَةً أُخْرَى ۝١٣ عِنْدَ سِدْرَةِ الْمُنْتَهَى ۝١٤ عِنْدَهَا جَنَّةُ الْمَأْوَى ۝١٥ إِذْ يَغْشَى السِّدْرَةَ مَا يَغْشَى ۝١٦ مَا زَاغَ الْبَصَرُ وَمَا طَغَى ۝١٧ لَقَدْ رَأَى مِنْ آيَاتِ رَبِّهِ الْكُبْرَى ۝١٨﴾ [النجم:1–18]
هكذا بدأت سورة «النجم» بالحديث عن معراج النبي ﷺ، أي المعجزة العظيمة التي حدثت لرسول الله تكريما له، وقد رأى فيها عجائب صنع الله وغرائب خلقه في ملكوته العظيم الذي لا يحده حد. ولقد اقتضت حكمة الله أن يكون أول ألفاظ السورة جرم سماوي، أي: «النجم»، وهو إحدى الآيات الكونية التي خلقها الله، والله سبحانه يقسم بسقوط النجم أو أفوله أو انفجاره أو احتراقه، وهو قسم بشيء عظيم إذا فكر فيه الناس. وجاءت الآية الثانية لتؤكد لأهل مكة وقت تنزل القرآن بين ظهرانيهم أن رسول الله (أي: المبعوث فيهم) لم يضل ولم يختل ولم يزل، لأنه رسول مختار من قبل الله سبحانه، فلابد وأن ينطق الصدق ويقول الحق ويخبر بما رأى ويحكى ما سمع ويبلغ ما أمر أن يبلغه. كيف يضل وكيف يزل وهو الأميـن على القرآن – كتاب الله – إلى الناس جميعا؟ إنه الوحي الذي يوحيه الله إلى رسوله ﷺ، حيث كان يأتيه جبريل – عظيم الملائكة – به، ويقرئه إياه. وجبريل هذا هو ذو قوة شديدة، وذو حسن ونضارة، وقد «استوى»، أي: ظهر على صورته الحقيقية لرسول الله محمد بن عبد الله ﷺ في «الأفق الأعلى»، فاقتربا وكادا أن يتلامسا، ولكن جبريل فارق الرسول ﷺ عند موضع لا تتعداه الملائكة، وقال له: إذا تقدمتَ – أي: يا محمد – اخترقتَ، وإذا تقدمتٌ – أي: أنا – احترقتُ. وبعد عبور هذا الموضع تجلى الله تعالى لرسوله محمد ﷺ بالإنعامات والتجليات والفيوضات، وأوحى إليه وحــيا مباشرا، وكانت الصلاة المعروفة لنا هي ما أوحى الله به.
ولقد أقسم الله سبحانه على أن ما يحدث به رسوله بعد عودته من هذه الرحلة هو الحـق والصدق وليس بالكذب، لأنه لم يكذب قط طوال حياته. ولقد رأى رسول الله ﷺ الآيات الكبرى لعظمة الله وقدرته المطلقة.
وترتبط قصة معراج النبي صلى الله عليه وسلم إلى السماء بقصة الإسراء حيث ذكرت حادثة الإسراء والمعراج في القرآن الكريم في سورة الإسراء قال الله تعالى: ﴿سُبْحَانَ الَّذِي أَسْرَى بِعَبْدِهِ لَيْلًا مِنَ الْمَسْجِدِ الْحَرَامِ إِلَى الْمَسْجِدِ الْأَقْصَى الَّذِي بَارَكْنَا حَوْلَهُ لِنُرِيَهُ مِنْ آيَاتِنَا إِنَّهُ هُوَ السَّمِيعُ الْبَصِيرُ ۝١﴾ [الإسراء:1]، حيث تعدّ رحلة الإسراء والمعراج معجزة من معجزات سيدنا محمد ﷺ، والإسراء تعني هي الرحلة التي قطعها النبي  من المسجد الحرام للمسجد الأقصى بالقدس، والمعراج هو صعود الرسول  من المسجد الأقصى إلى السماوات العلى، لكن كيف حدث هذا في ليلة وضحاها.

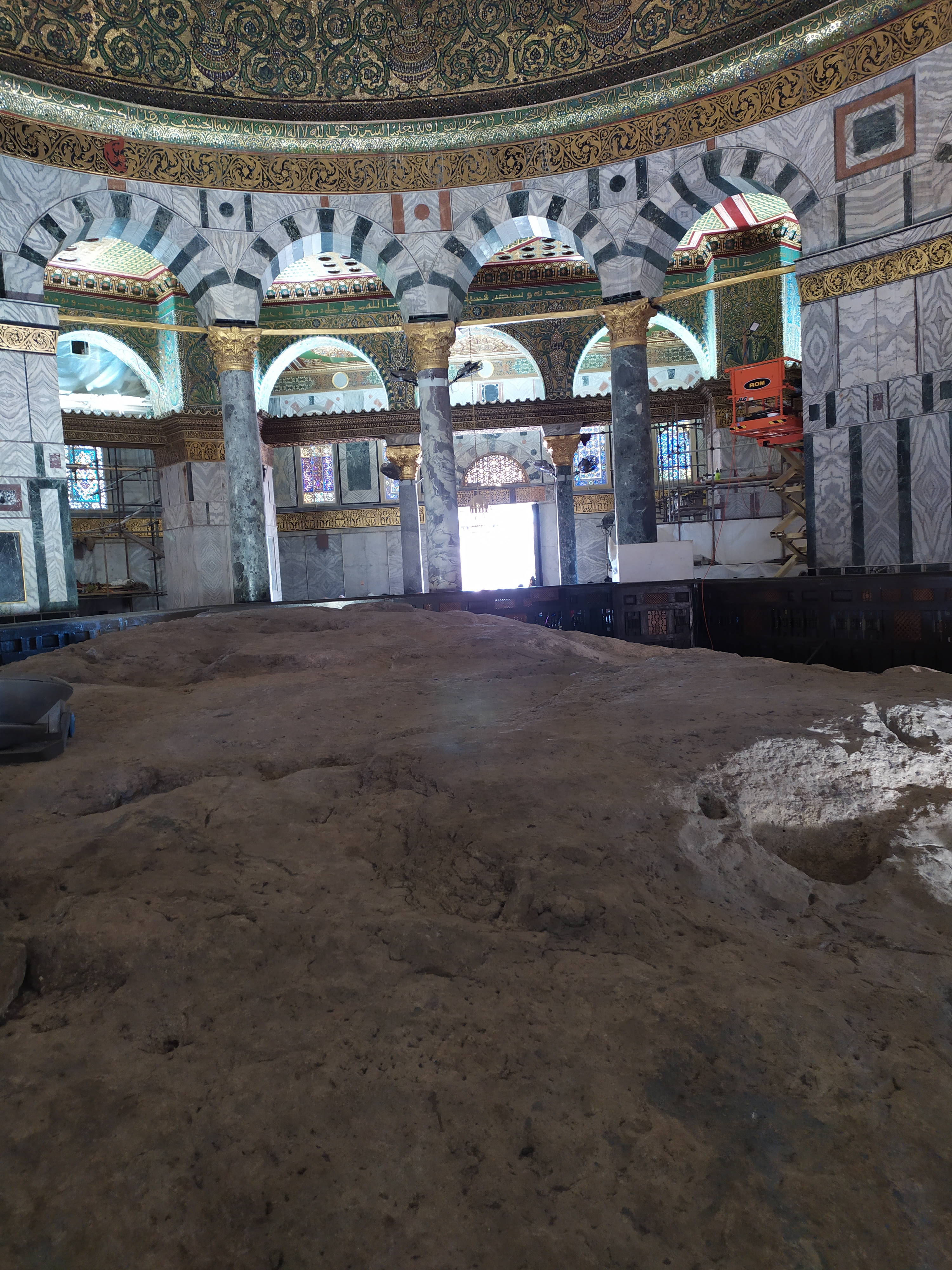
قبة الصخرة المشرفة من الداخل،تظهر الصخرة التي أقيمت عليها القبة الذهبية

روي أن النبي ﷺ قال: لما فرغت مما كان في بيت المقدس، أتى بالمعراج، ولم أر شيئاً قط أحسن منه، وهو الذي يمد إليه ميتكم عينيه إذا حُضر، فأصعدني صاحبي فيه، حتى انتهى بي إلى باب من أبواب السماء يقال له باب الحفظة، عليه ملك من الملائكة، يقال له إسماعيل، تحت يديه اثنا عشر ألف ملكٍ، فقال وأتى بي إلى السماء الدنيا فاستفتح قيل من هذا ؟ قال: جبريل قيل: من معك ؟ قال: محمد، قيل: اوقد أرسل إليه؟ قال: نعم، قيل مرحباً به فنعم المجيء جاء، ففتح فلما خلصت فإذا فيها آدم، فقال: هذا أبوك آدم فسلم عليه، فسلمت عليه فرد السلام ثم قال: مرحباً بالنبي الصالح والابن الصالح. قال ثم رأيت رجالاً لهم مشافر كمشافر الإبل، في أيديهم قطع من نار كالأفهار (حجر علي مقدار ملء الكف) يقذفونها في أفواههم، فتخرج من أدبارهم، فقلت من هؤلاء يا جبريل؟ قال هؤلاء أكلة أموال اليتامى ظلماً. قال ثم رأيت رجالاً لهم بطون لم أر مثلهما قط بسبيل آل فرعون يمرون عليهم كالإبل المهيومة (العطاش) حين يعرضون على النار، قال: قلت من هؤلاء يا جبريل ؟ قال هؤلاء أكلة الربا، ثم قال رأيت نساء معلقات بثديهن، فقلت من هؤلاء يا جبريل ؟ قال هؤلاء اللاتي أدخلن على رجالهن من ليس من أولادهم (الزانيات)، قال: ثم صعد بي حتى أتى السماء الثانية فتكرر نفس الحديث، فلما خلصت إذا يحيى وعيسى وهما أبناء خاله، قال: هذا يحيى بن زكريا وعيسى بن مريم فسلم عليهما، فسلمت وردا السلام ثم قالا: مرحباً بالأخ الصالح والنبي الصالح. قال ثم صعد بي إلى السماء الثالثة فاستفتح وتكرر نفس الحديث، فلما خلصت فإذا فيها رجل صورته كصورة القمر ليلة البدر، قال: قلت: من هذا يا جبريل ؟ قال هذا أخوك يوسف بن يعقوب فسلم عليه، فسلمت فرد السلام ثم قال: مرحباً بالأخ الصالح والنبي الصالح. قال: ثم صعد بي إلى السماء الرابعة، فإذا فيها رجل فسألته: من هو ؟ قال هذا إدريس. قال: ثم صعد بي إلى السماء الخامسة فاستفتح، وتكرر نفس الحديث، فلما خلصت إذا فيها رجل كهل أبيض الرأس واللحية عظيم العثنون (اللحية)، لم أر كهلاً أجمل منه قال: قلت من هذا يا جبريل ؟ قال هذا المحبب في قومه هارون بن عمران فسلم عليه، فسلمت عليه فرد ثم قال: مرحباً بالأخ الصالح والنبي الصالح. قال ثم صعد بي إلى السماء السادسة فاستفتح، وتكرر نفس الحديث، فلما خلصت قال هذا أخوك موسى بن عمران فسلم عليه، فسلمت عليه فرد السلام، ثم قال: مرحباً بالأخ الصالح والنبي الصالح، فلما تجاوزت بكى، قيل ما يبكيك ؟ قال: أبكي لأن غلاماً بعث بعدي يدخل الجنة من أمته أكثر ممن يدخل من أمتي، قال ثم صعد بي إلى السماء السابعة، فاستفتح وتكرر نفس الحديث، إذا فيها رجل كهل جالس على كرسي على باب البيت المعمور فقلت: يا جبريل ما هذا ؟ قال هذا البيت المعمور يدخله كل يوم سبعون ألف ملك وإذا خرجوا منه لا يعودون إليه قال: قلت من هذا يا جبريل ؟ قال هذا أبوك إبراهيم فسلم عليه، فسلمت عليه فرد السلام، فقال مرحباً بالابن الصالح والنبي الصالح، قال ثم رفعت إلى سدرة المنتهى فإذا نبقها مثل قلال هجر، وورقها مثل آذان الفيلة، قال: هذه سدرة المنتهى وإذا أربعة أنهار نهران باطنان ونهران ظاهران، قلت ما هذا يا جبريل ؟ قال: أما الباطنان فنهران في الجنة وأما الظاهران فالنيل والفرات، قال ثم انتهيت إلى ربي، وفُرضت علىّ خمسون صلاة كل يوم، فرجعت فمررت على موسى بن عمران فقال: بما أمرت ؟ قلت: أمرت بخمسين صلاة كل يوم، قال: إن الصلاة ثقيلة، وإن أمتك ضعيفة، فأرجع إلى ربك، فاسأله أن يخفف عنك وعن أمتك، فرجعت فوضع عني عشراً، فرجعت إلى موسى فقال مثله، وتكرر ذلك إلى أن أمرت بخمس صلوات كل يوم، فرجعت إلى موسى، فقال: بما أمرت ؟ قلت أمرت بخمس صلوات كل يوم، فقال لي مثل ذلك، فقلت: قد راجعت ربي حتى استحيت منه، فما أنا بفاعل. فمن أداهن منكم إيماناً بهن واحتساباً لهن، كان له أجر خمسين صلاة مكتوبة.
وقد جاء في بعض الطرق أن صدره ﷺ شق في هذه المرة أيضًا، وقد رأى النبي ﷺ في هذه الـرحلة أمورًا عديدة:
عرض عليه اللبن والخمر، فاختار اللبن، فقيل: هديت الفطرة أو أصبت الفطرة، أما إنك لو أخذت الخمر غوت أمتك. ورأى أربعة أنهار يخرجن من أصل سدرة المنتهى: نهران ظاهران ونهران باطنان، فالظاهران هما: النيل والفرات، عنصرهما. والباطنان: نهران في الجنة. ولعل رؤية النيل والفرات كانت إشارة إلى تمكن الإسلام من هذين القطرين. ورأى مالكًا خازن النار، وهو لا يضحك، وليس على وجهه بشر ولا بشاشة، وكذلك رأي الجنة والنار. ورأى أكلة أموال اليتامى ظلمًا لهم مشافر كمشافر الإبل، يقذفون في أفواههم قطعًا من نار كالأفهار، فتخرج من أدبارهم. ورأى أكلة الربا لهم بطون كبيرة لا يقدرون لأجلها أن يتحولوا عن أماكنهم، ويمر بهم آل فرعون حين يعرضون على النار فيطأونهم. ورأى الزناة بين أيديهم لحم سمين طيب، إلى جنبه لحم غث منتن، يأكلون من الغث المنتن، ويتركون الطيب السمين. ورأى النساء اللاتى يدخلن على الرجال من ليس من أولادهم، رآهن معلقات بثديهن. ورأى عيرًا من أهل مكة في الإياب والذهاب، وقد دلهم على بعير نَدَّ لهم، وشرب ماءهم من إناء مغطى وهم نائمون، ثم ترك الإناء مغطى، وقد صار ذلك دليلًا على صدق دعواه في صباح ليلة الإسراء.

### وصول النبي الحجاب

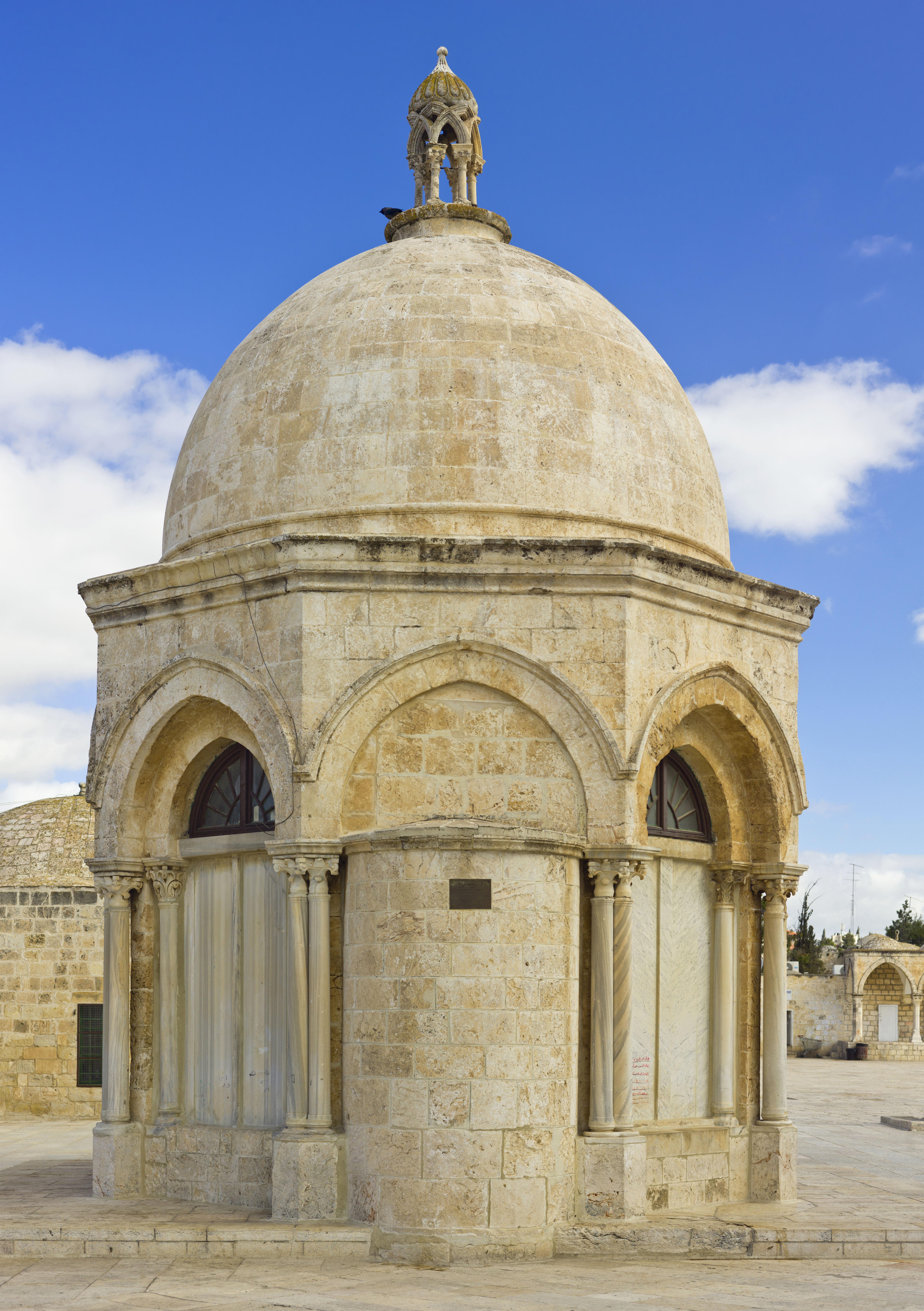
قبة المعراج شيدت لإحياء ذكرى صعود النبي محمد إلى السماء، تقع إلى الشمال مباشرة من مسجد قبة الصخرة في ساحة المسجد الأقصى في القدس.

في رواية أنه لما بلغ ﷺ الحجاب الذي يلي الرحمن، إذ خرج ملك من الحجاب فقال رسول الله ﷺ يا جبريل من هذا ؟ قال: الذي بعثك بالحق وإني لأقرب مكاناً وإن هذا الملك ما رأيته من قبل. ولما جاوز سدرة المنتهى قال له جبريل: تقدم يا محمد، فقال له النبي ﷺ تقدم أنت يا جبريل أو كما قال، قال جبريل: يا محمد تقدم فإنك أكرم على الله مني، فتقدم النبي ﷺ وجبريل على أثره حتى بلغه إلى حجاب منسوج بالذهب فحركه جبريل فقيل: من هذا ؟ قال جبريل، قيل ومن معه ؟ قال محمد، قال ملك من وراء الحجاب: الله أكبر الله أكبر، قيل من وراء الحجاب ؟ صدق عبدي أنا الله لا إله إلا أنا، فقال ملك: أشهد أن محمداً رسول الله، فقيل من وراء الحجاب ؟ صدق عبدي أنا أرسلت محمداً، فقال ملك: حي على الصلاة حي على الفلاح، فقيل من وراء الحجاب: صدق عبدي دعا إلى عبدي، فأخرج ملك يده من وراء الحجاب فرفعه فتخلف جبريل عنه هناك.
وفي رواية أخرى ما زال يقطع مقاماً بعد مقام وحجاباً بعد حجاب حتى انتهى إلى مقام تخلف عنه فيه جبريل، وقال جبريل يا محمد ما منا إلا له مقام معلوم لو دنوت أنملة لاحترقت، وفي هذه الليلة بسبب احترامك وصلت إلى هذا المقام وإلا فمقامي المعهود عند سدرة المنتهى، فمضى النبي ﷺ وحده حتى تجاوز سبعين ألف حجاب، وبين كل حجاب وحجاب مسيرة خمسمائة سنة، فوقف البراق عن المسير فظهر له رفرف وذهب به إلى قرب العرش ومنها ترقى حتى وصل إلى منزلة قاب قوسين أو أدنى، كما قال تعالى: (ثم دنا) أي دنا محمد إلى ربه تعالى أي قرب بالمنزلة والمرتبة لا بالمكان فإنه تعالى منزه عنه، وإنما هو قرب المنزلة والدرجة والكرامة والرأفة، (فتدلى) أي سجد لله تعالى لأنه كان قد وجد تلك المرتبة بالخدمة فزاد في الخدمة، وفي السجدة عدة القرب ولهذا قال ﷺ: أقرب ما يكون العبد من ربه وهو ساجد.

### رؤية النبي لله
سئلت السيدة عائشة هل رأى محمد ﷺ ربه عز وجل؟ قالت فقد وقف شعري مما قلت، ثم قرأت: ﴿لَا تُدْرِكُهُ الْأَبْصَارُ﴾ [الأنعام:103] الآية. وعن ابن العباس انه رآه سبحانه بعين رأسه وروى عطاء عنه أنه رآه بقلبه كذا ذكرهما في المدارك، وعن أبي العالية أنه رآه بفؤاده مرتين، وروى شريك عن أبي ذر في تفسير الآية: ﴿مَا كَذَبَ الْفُؤَادُ مَا رَأَى ۝١١﴾ [النجم:11]، وحكى السمرقندي عن محمد بن كعب القرضي وربيع بن أنس أن النبي ﷺ سئل: هل رأيت ربك ؟ قال: رأيته بفؤادي ولم أره بعيني.
ذكر ابن القيم خلافًا في رؤيته ﷺ ربه تبارك وتعالى، ثم ذكر كلامًا لابن تيمية بهذا الصدد، وحاصل البحث أن الرؤية بالعين لم تثبت أصلًا، وهو قول لم يقله أحد من الصحابة. وما نقل عن ابن عباس من رؤيته مطلقًا ورؤيته بالفؤاد فالأول لا ينافي الثاني.
ثم قال: وأما قوله تعالى في سورة النجم: ﴿ثُمَّ دَنَا فَتَدَلَّى ۝٨﴾ [النجم:8] فهو غير الدنو الذي في قصة الإسراء، فإن الذي في سورة النجم هو دنو جبريل وتدليه، كما قالت عائشة وابن مسعود، والسياق يدل عليه، وأما الدنو والتدلى في حديث الإسراء فذلك صريح في أنه دنو الرب تبارك وتعالى وتدليه، ولا تعرض في سورة النجم لذلك، بل فيه أنه رآه نزلة أخرى عند سدرة المنتهى. وهذا هو جبريل، رآه محمد ﷺ على صورته مرتين: مرة في الأرض، ومرة عند سدرة المنتهى، والله أعلم.

## تاريخ الإسراء والمعراج
الإسراء والمعراج تعتبر من معجزات النبي محمد ﷺ وقد اختلف العلماء متى كانا: فقيل أنها ليلة الاثنين الثاني عشر من ربيع الأول ولم تعين السنة، وقيل أنها قبل الهجرة بسنة، فتكون في ربيع الأول، ولم تعين الليلة، وقيل في ليلة السابع والعشرين من رجب قبل الهجرة بسنة[مِمَن؟]
، وقيل قبل الهجرة بستة عشر شهراً، فتكون في ذي القعدة، وقيل قبل الهجرة بثلاث سنين، وقيل بخمس، وقيل: بست. والذي عليه أئمة النقل أن الإسراء كان مرة واحدة بمكة بعد البعثة وقبل الهجرة. ويؤكد علماء المسلمين أن هذه الرحلة تمت بالروح والجسد معاً وإلا لما حصل لها الإنكار المبالغ فيه من قبيلة قريش، وأن هذه الرحلة تجاوزت حدود الزمان والمكان. وروي عن ابن هشام في السيرة النبوية: قال «ثم أسري برسول الله من المسجد الحرام إلى المسجد الأقصى، وهو بيت المقدس من إيلياء، وقد فشا الإسلام بمكة في قريش، وفي القبائل كلها».
وروي أن النبي ﷺ أسرى به في السنة الثانية عشر من النبوة في شهر ربيع الأول، وقيل قبل خروجه إلى المدينة بسنة. وقد اختلف العلماء في عام الإسراء والمعراج ومنهم من قال قبل الهجرة بسنة، ومنهم من قال قبل الهجرة بسنة وخمسة أشهر. أما شهر الإسراء والمعراج ويومه وليلته كذلك بالتالي كان محل خلاف فقيل ربيع الأول، وقيل ربيع الآخر، وقيل شوال. أما في أي يوم من الشهر كان ؟ قيل ليلة السابع من ربيع الأول، وقيل ليلة سبع وعشرين من ربيع الآخر، وقيل ليلة سابع عشر من رمضان. أما ليلة الإسراء والمعراج فقيل ليلة الجمعة وقيل ليلة السبت، وقيل ليلة الاثنين ... وإن شاء الله يكون ليلة الاثنين ليوافق المولد والمبعث والمعراج والهجرة والوفاة.
عندما انصرف النبي ﷺ إلى مكة وأخبر أهل قريش الخبر، ارتد كثيراً ممن كان أسلم، وذهب الناس إلى أبي بكر، فقالوا له هل لك يا أبي بكر في صاحبك يزعم أنه قد جاء هذه الليلة بيت المقدس وصلى فيه ورجع إلى مكة ؟ فقال أبو بكر: إنكم تكذبون عليه! قالوا بلى، ها هو ذاك في المسجد يحدث به الناس، فقال أبو بكر: والله لئن كان قالها فقد صدق، فما يعجبكم من ذلك! فوالله إنه ليخبرني أن الخبر لياتيه من الله من السماء إلى الأرض في ساعةٍ من ليل أو نهار فأصدقه، فهذا أبعد مما تعجبون منه، ثم أقبل حتى انتهى إلى رسول الله ﷺ فقال: يا نبي الله. أحدثت هؤلاء القوم أنك جئت بيت المقدس هذه الليلة ؟ قال نعم، قال يا نبي الله فصفه لي ؟ فإني قد جئته – فقال رسول الله فرفع لي حتى نظرت إليه – فجعل رسول الله ﷺ يصفه لأبي بكر ويقول أبو بكر: صدقت، أشهد أنك رسول الله، كلما وصف له منه شيئاً، قال صدقت، أشهد أنك رسول الله، حتى إذا انتهى قال ﷺ لأبي بكر وأنت يا أبا بكر الصديق فيومئذ سماه الصديق.
وقيل أن الله أنزل في من ارتد عن إسلامه لذلك: قوله تعالى: ﴿وَمَا جَعَلْنَا الرُّؤْيَا الَّتِي أَرَيْنَاكَ إِلَّا فِتْنَةً لِلنَّاسِ وَالشَّجَرَةَ الْمَلْعُونَةَ فِي الْقُرْآنِ وَنُخَوِّفُهُمْ فَمَا يَزِيدُهُمْ إِلَّا طُغْيَانًا كَبِيرًا ۝٦٠﴾ [الإسراء:60].

## البراق

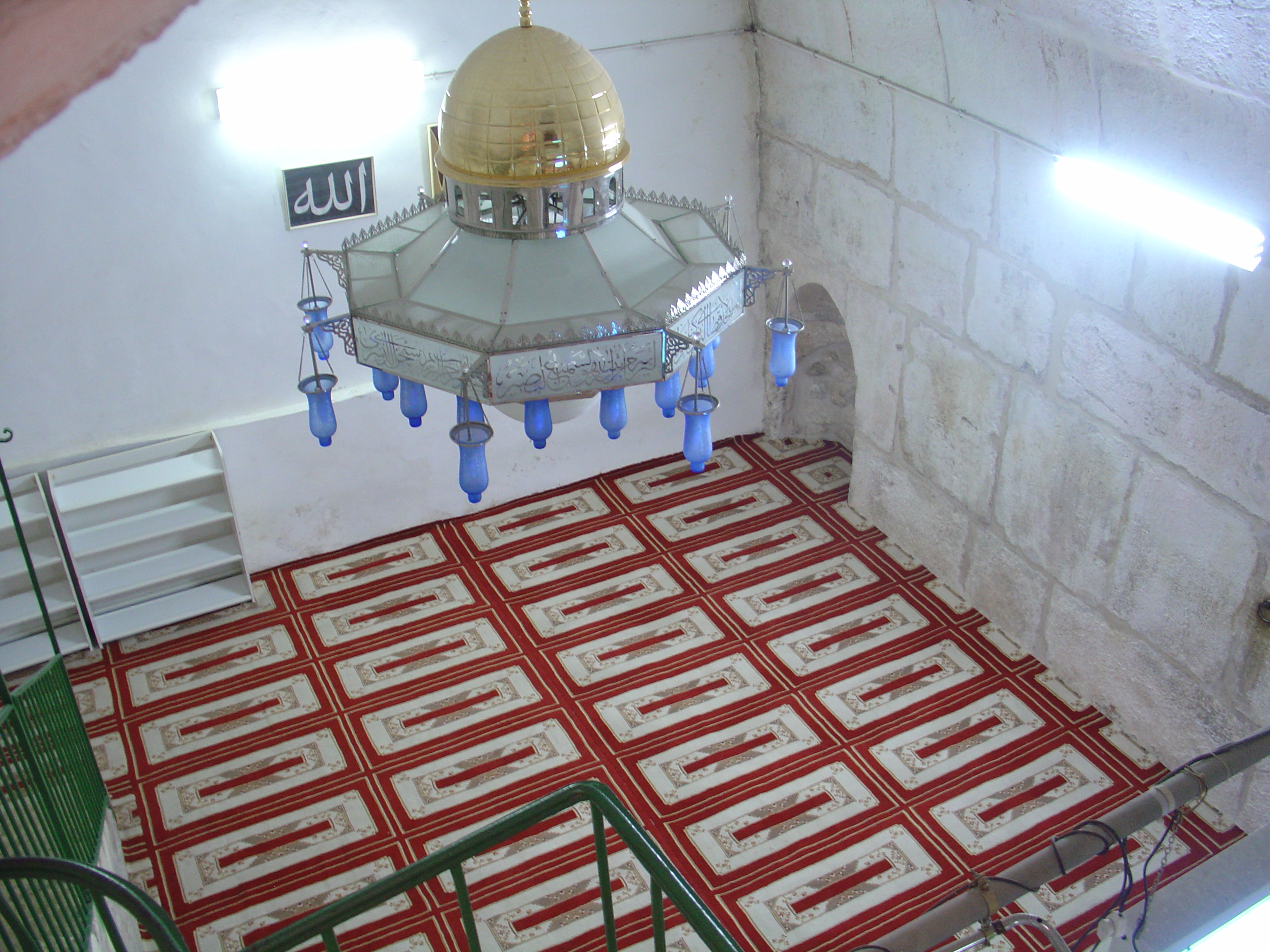
مصلى البراق.

بعد أن تمت رحلة الإسراء والمعراج، وعاد رسول الله ﷺ إلى موطنه وبيته بمكة، حكى للناس ما حدث، وكان ضمن ما قاله: إن «براقا» جاءه وأمر أن يركبه. وهذا البراق هو الوسيلة التي نقلته في رحلته الأرضية من مكة إلى القدس.
أفاد أهل الاختصاص في اللغة العربية بأن البراق دابة أصغر من البغل وأكبر من الحمار. وقال بعض شراح أحاديث الرسول صلى الله عليه وسلم: إن البراق مشتق من البريق، ولونه أبيض، أو هو من «البراق»، وسمي كذلك لشدة لمعانِه وصفائِه وتلألئِه أو توهجه. البراق هو الذي حمل الرسول ﷺ وسار بسرعة الضوء من مكة إلى القدس في الذهاب والإياب. وتبقى المعجزة في استعمال هذه الظاهرة الطبيعية كامنة في حماية الرسول ﷺ من آثارها المدمرة والوقاية من أضرارها.

## هوامش
1 الإسراء لغة من السَّرى، وهو السير ليلاً، وقال السخاوي في تفسيره: إنما قال: ليلاً. والإسراء لا يكون إلاَّ بالليل؛ لأن المدَّة التي أُسْرِيَ به فيها لا تُقْطَع في أقل من أربعين يومًا، فقُطعت به في ليلٍ واحد، فكان المعنى: سبحان الذي أسرى بعبده في ليلٍ واحد من كذا وكذا، وهو موضع التعجب، وإنما عدل عن ليلة إلى ليل؛ لأنهم إذا قالوا: سرى ليلة. كان ذلك في الغالب لاستيعاب الليلة بالسرى، فقيل: ليلاً. أي في ليل. انظر: تاج العروس، مادة (السرى) 38/ 262.
2 انظر القسم المتعلق أعلاه.